# Pixel.tv
Pixel.tv er Danmarks første internet tv-kanal, som kun sendes på internettet. Pixel.tv sender mest udsendelser henvendt til spillere (gamere). Stationen blev stiftet af Thomas Bense, som flere gange har optrådt i diverse medier, og blandt andet er fast spilanmelder på Go' morgen Danmark. Pixel.tv begyndte i december 2007 med en forsmag i form af forskellige konkurrencer og præmier ved D3-messen.
Udover at Pixel.tv kan ses via internettet på stationens hjemmeside, så kan folk med ComX som kabel-tv eller IPTV udbyder se Pixel.tv på deres TV hjemme i stuen. I foråret 2009 indgik Pixel.tv og Kanal København et samarbejde, således at Pixel.tv's programserie Gaming! kan ses hver torsdag kl 21.00 og igen mandag morgen kl 7.00. Daniel Juhl Mogensen, der også er en del af det faste Pixel.tv hold, er fast spilekspert på The Voice.

## Programkoncepter
Sneak Peak er udviklerinterviews med folkene bag spillene. Oftest er disse på engelsk og filmet i udlandet.
InSide blev til i samarbejde med XplayN, og er indslag omhandlende eSport og henvender sig til de dedikerede gamere.
InGame dækker over videoanmeldelser af de nyeste computer- og konsolspil.
Pixel.tv for børn er indslag rettet mod børn, og dækker blandt andet over anmeldelser af børnespil og interviews med udviklere af spil til børn. Vært på indslagene er Toke Lars Bjarke, som blandt andet har mødt tidligere kulturminister Brian Mikkelsen til en snak om computerspil.

## Ekstern henvisning
- Pixel.tv Arkiveret 16. maj 2009 hos  Wayback Machine

| Fjernsyn | Spire Denne artikel om et tv-program er en spire som bør udbygges. Du er velkommen til at hjælpe Wikipedia ved at udvide den. |